# 奧克斯維爾 (伊利諾伊州)
奧克斯維爾（英語：Oxville）是位於美國伊利諾伊州斯科特縣的一個非建制地區。該地的面積和人口皆未知。

## 地理
奧克斯維爾的座標為39°42′17″N 90°33′40″W / 39.70472°N 90.56111°W，而該地的平均海拔高度為142米（即466英尺）。